# Stämma (musik)
Begreppet stämma har i musiksammanhang olika, men besläktade betydelser. En stämma kan vara ett musikaliskt förlopp, med en viss metrik och, oftast, bestående av vissa bestämda tonhöjder, till exempel en melodi. Det är i den här bemärkelsen som ordet stämma används i begrepp som andrastämma, flerstämmighet eller enstämmighet. En stämma kan också vara de utskrivna partierna av en komposition som är avsedda att spelas av ett enda eller en grupp av samma instrument, till exempel oboestämman eller violinstämman i ett orkesterpartitur, eller de olika stämmorna i ett körpartitur..

### Fotnoter
1. ↑  Sohlmans musiklexikon, uppslagsord: Stämma.